# چاه انجیر (بخش مرکزی سیرجان)
چاه انجیر یک روستا در ایران است که در بخش مرکزی شهرستان سیرجان واقع شده‌است. چاه انجیر ۸۴ نفر جمعیت دارد.